# Djedânkhrê Montouemsaf
Djedânkhrê Montouemsaf est un roi de la Deuxième Période intermédiaire.

## Attestations
Djedânkhrê Montouemsaf est attesté par un bloc inscrit trouvé à Gebelein,, une lame de hache en bronze d'origine inconnue, aujourd'hui au British Museum, et portant l'inscription « Le bon dieu Djedânkhrê, donneur de vie » et enfin deux sceaux-scarabée, également de provenance inconnue. Les fragments survivants du Canon royal de Turin n'attestent pas du règne de Djedânkhrê Montouemsaf, probablement à cause de la grosse lacune qui affecte les successeurs de Merkaourê Sobekhotep,.

## Position chronologique
Selon le nouvel arrangement des rois de la Deuxième Période intermédiaire par Kim Steven Bardrum Ryholt, Djedânkhrê Montouemsaf a succédé à Djedneferrê Dedoumes II et a précédé Merânkhrê Montouhotep sur le trône. Il était donc un roi de la fin de la XVIe dynastie et a peut-être régné vers 1590 avant notre ère. Les arguments qui soutiennent cette position chronologique sont les suivants :
1. la forme de son nom de Nesout-bity Ḏd-X-Rˁ, qui est commune à ceux de Djedhoteprê Dedoumes Ier et de Djedneferrê Dedoumes II ;
2. l'emplacement des découvertes attestant de Djedânkhrê Montemsaf à Thèbes et dans le sud ;
3. le style de la lame de hache qui peut être daté de la fin de la Deuxième Période intermédiaire.

Julien Siesse pense également que Djedânkhrê Montouemsaf faisait partie de la XVIe dynastie, plus spécifiquement la fin de la dynastie.